# ピアス・バトラー
ピアス・バトラー（英: Pierce Butler、1744年7月11日-1822年2月15日）は、アメリカ合衆国サウスカロライナの軍人、農園主および政治家であり、アメリカ合衆国憲法に署名した一人としてアメリカ合衆国建国の父の一人として認められている。サウスカロライナを代表して大陸会議とアメリカ合衆国上院に出席した。

## 概要
バトラーはアイルランドのカーロウ県で生まれ、1758年にイギリス海軍の士官としてアメリカに渡った。フィラデルフィアでのアメリカ合衆国憲法制定会議にサウスカロライナ邦代表として出席しており、驚くべき対照をなす人であった。1772年まではイギリスの議会に対する植民地の高まりつつある抵抗を抑えることが任務のイギリス軍部隊にあって高級将校であった。実際に彼の部隊の分遣隊、第29歩兵連隊が1770年のボストン虐殺事件で発砲しており、それによって植民地とイギリスとの間は劇的に緊張感を高めた。しかし、1779年までに、バトラーはサウスカロライナの民兵隊士官となっており、その首に懸賞が掛けられてもいる男となって、侵入する赤服（イギリス軍の制服）と戦うアメリカ軍を組織化していた。イギリス軍がサウスカロライナを占領しているときはかなりの量の不動産や動産を失ったが、独立戦争の終結時点でロイヤリストと和解し、以前の敵との友好的な関係を新たに結ぶことを先頭に立って要求した。バトラーは荘園に生まれて貴族的なところがあったが、辺境の人や貧窮化した西部の開拓者のために指導的な代弁者となった。最終的に愛国者であるバトラーは、アメリカ合衆国憲法に関する議論が行われている間も普通の人の権利を常に強くまた雄弁に提唱する者であり、南部植民地の大農園所有者で政治的かつ社会的特権階級に属していた。1793年時点で500人のアフリカ系アメリカ人奴隷を所有しており、バトラー島のプランテーションやセントサイモンズ島の綿花プランテーションで働かせていた。
この魅力ある経歴の持ち主の求心力は、その強く忍耐力有る民族主義的感覚であった。バトラーはアイルランドの貴族であり、アメリカ合衆国建国時13州の恒久的結合の概念を旧世界に受け入れさせるときにその繋がりを使った。彼自身の軍隊と政治の世界での経験により、政治と経済を安定させる基盤としての強い中央政府が、彼自身の社会階級や承認された国だけでなく、あらゆる階級の市民やあらゆる国の権利を守るために不可欠であると確信するに至った。

## パトリオット
ピアス・バトラーは、第5代クローグレナン準男爵でアイルランド議会議員リチャード・バトラー卿の三男であった。イギリスの郷士は伝統的に下の息子達を軍隊あるいは教会に送り込んでおり、バトラーの父も例外ではなかった。当時の名誉を重んずるやり方として、父は息子のために第22歩兵連隊の士官職を金で購入した。バトラーはその後のイギリス軍における経歴の中で、軍事的な技術と強力で富裕な両親の長所を表した。1758年、所属する連隊がフレンチ・インディアン戦争に参戦するために北アメリカに派遣され、フランスからカナダを取り上げることになる作戦に加わった。1762年にアイルランドに戻る前に、第29歩兵連隊に転籍となった。
イギリス帝国軍とその同盟者の圧倒的な勝利によってフランスの北アメリカにおける領土主張は終わり、母国のアメリカ植民地に対する関係がその性格を大きく変えることになった。戦争中にカナダを占領し新しい土地を勝ちとったイギリスの議会は北アメリカでは初めて大部隊の守備兵を恒久的に駐屯させる命令を出した。イギリス政府は戦争で重い負債を背負い込んだので、議会は植民地に新しい税を課することで守備隊の経費を賄う方法を選んだ。アメリカ植民地の人々は守備隊の必要性について議会とは意見を異にし、それぞれ地方の民兵隊で植民地を防衛できると主張した。1765年に始まった印紙法などの新税にも反対した。
当時、バトラーの連隊はノバスコシアで守備任務に就いていたが、バトラー自身高まりつつある論争に巻き込まれないでいることができなくなった。1768年、マサチューセッツにおいてイギリス議会の課した税金に対する抗議が激しくなり、ロンドンは第29歩兵連隊に、第14歩兵連隊と共にボストンに進駐して国内の治安を守るよう命令を出した。1771年、「ボストン虐殺事件」の1年後、少佐になっていたバトラーは1月10日にメアリー・ポリー・ミドルトンと結婚した。メアリーはサウスカロライナの富裕な農園主で指導者のヘンリー・ミドルトンの娘であった。この結婚でバトラーは新しい人生を歩むことになった。第29歩兵連隊が1773年にイギリスに帰還するよう命令を受けたときに、退役する決心をした。士官の職を売りその金を使ってサウスカロライナの海岸地域でプランテーションを購入し、明らかに容易に南部土地所有者のライフスタイルを採用した。軍隊の時に学んだ管理能力は疑いもなく有益であり、その所有する土地の広さを1万エーカー (40 km2)以上にまで拡げた。その拡張する事業を支えるために小さな沿岸用船隊まで作り始めた。
1775年にイギリスと植民地の間で戦争が始まったとき、バトラーは元イギリス軍の士官数人（後の将軍となるホレイショ・ゲイツ、チャールズ・リーおよびリチャード・モントゴメリーなど）と共に、アメリカ側に賭ける道を選んだ。バトラーの場合、その事業がうまく利益を上げていたことと、サウスカロライナにおけるパトリオットの運動でミドルトン家が重要な役割を果たしていたことが、その決断に影響した。バトラーの義父は第一次大陸会議の議長を経験しており、義兄弟はアメリカ独立宣言の署名者になった。バトラー自身は地元の選挙に出馬してもその愛国者的感情を表明する時間があまり無かった。隣人達がサウスカロライナ邦議会議員に選出した1776年に公職を始め、この議員職は1789年まで務めた。

## 軍人
バトラーは健康が優れず実戦での役割を引き受けられなかったが、その軍事的能力を邦のためにつかうことを申し出、1779年早々にジョン・ラトリッジ知事はこの元イギリス軍人にサウスカロライナ邦防衛軍の組織化を手伝うよう依頼した。軍隊では准将の位に相当する総務局長を引き受けたが、実際に軍隊で任官された少佐と呼ばれる方を好んだ。
イギリス軍の戦略が変わり、サウスカロライナ邦防衛軍も再編されることが決められた。1778年までにイギリス国王ジョージ3世とその閣僚達は新しい軍事状況に直面することになった。大西洋岸北部と中部のイギリス軍は、このころ物資を適度に補給されバレーフォージの駐屯後は訓練も施されたジョージ・ワシントンの大陸軍と手詰まり状態になっていた。また、フランスがアメリカの同盟国として戦争に参加するという見込もあった。これに対抗するためにイギリス軍は「南部戦略」を描いた。南部ではイギリス正規軍が支援すれば多くのロイヤリストが国王側に結集するという仮設に立ち、ジョージアから反乱を起こしている植民地を一つ一つ征服して北に進軍するという戦略であった。1778年12月にジョージアのサバンナを占領することからこの戦略を開始した。
バトラーはサウスカロライナの市民兵を動員して脅威となっているイギリス軍の侵略を撃退する計画に関わり、後にジョージアから敵軍を追い出すために仕組んだ反撃に使う部隊の準備に貢献した。サバンナを奪還する試みで頂点に達する作戦の間、バトラーはラクラン・マッキントッシュ将軍の副官に付いた。急拵えで訓練も行き届かない民兵隊では、訓練されたイギリス守備軍に抗すべくもなく、サバンナを解放する試みは失敗した。
1780年、イギリス軍はチャールストンを占領し、サウスカロライナ邦の文民政府と軍隊の大半を捕虜にした。バトラーは市外に配置された指揮集団に属しており捕虜になることを免れた。その後の2年間、南部における敵軍の行動を打ち破るための対抗戦略を打ち出すことにバトラーの軍事的能力が使われた。バトラーとそのサウスカロライナの仲間達は隣接し占領されているジョージアやノースカロライナの者達と共に、降伏しろと言うロンドンの要求を拒んだ。その代わりにレジスタンス運動を組織化した。総務局長としてのバトラーはフランシス・マリオンやトマス・サムターなど元民兵隊や大陸軍古参兵の一員と共に、様々なゲリラ活動を統一された作戦の中に組み込み、ホレイショ・ゲイツ、後にはナサニエル・グリーンに指揮される大陸軍南部方面軍の作戦行動と協働した。
これらゲリラ戦術は元イギリス軍士官であるバトラーにとって大きな出費を生み、イギリス占領軍の特別のターゲットにされるという個人的なリスクもあった。何度か捕まりそうになったことがあった。一度は、夜半にイギリス軍竜騎兵に急襲され、夜着のまま這々の体で家から逃げ出したこともあった。また別の時は、市民の財産を略奪しているとバトラーから繰り返し非難されていたイギリス軍1個連隊（バトラーはこの連隊を「常習犯部隊」と呼んでいた）がバトラーの首に懸賞を掛けた。南部戦線の終了段階を通じて、バトラーはアメリカ軍を維持させるために個人的に金や物資を供給し、戦争捕虜施設の管理にも携わった。

## 政治家
独立戦争終盤の軍事行動でバトラーは貧乏人になった。そのプランテーションや船舶の多くが破壊され、彼の収入の大半を頼っていた国内交易は大きな混乱の中にあった。これら経済的現実のために、戦争が終わったときは、ヨーロッパに旅して借金をし、新しい交易先を開拓した。バトラーに多くの個人的損害をもたらしたある敵に対する唯一の寛恕を裏切り、その機会を利用して息子をロンドンの学校に入学させ、またサウスカロライナの彼の教会のためにイギリス人牧師の中から新しい聖職者を採用した。1785年遅く故郷に戻り、そこでは元ロイヤリストとの和解と内陸部に住む人々との平等な代表権を特に強く提唱した。その政治的な影響力が増すことを証拠づけるように、サウスカロライナ邦議会は、1787年にフィラデルフィアで開催されたアメリカ合衆国憲法制定会議に、バトラーが邦代表となるよう求めた。
バトラーの軍人、農園主および議員としての経験はこの会議で国の強い結合を強力に支持することに影響を与えた。南部戦線での軍事指導者として、国家として防衛を図る必要性を評価するようになっていた。農園主および商人としては、特にヨーロッパ訪問後、経済の成長と国際的に国が認められることは強い中央政府の存在に掛かっていることを理解するようになった。同時に彼の住む地域の特別な利益を代弁することにも熱心に務めた。
国と州両方の利害を強調することは、ちょうど他の明白な矛盾がバトラーの政治生活の残りを通じて仲間を悩ませたように、仲間の代議員を悩ませた。例えば、バトラーはアメリカ合衆国憲法の批准に賛成したが、それを承認するためのサウスカロライナ批准会議には欠席した。後にアメリカ合衆国上院に3期務めることになるが、この期間は数度にわたる突然の党派鞍替えに彩られている。当初は連邦党に所属したが1795年には民主共和党に鞍替えし、1804年には無所属となった。これらの変化によって州内選挙民を混乱させ、その後は高い公職に選ぶことを妨げたが、それでも州議会には、西部のために発言する東部の議員として3度選ばれた。
バトラーは1805年に政界を引退し、以前に夏の家を立てたフィラデルフィアで多くの時を過ごした。事業の方は継続し、数州に跨る広大な土地の所有者としてアメリカでも最も富裕な者の一人となった。他のアメリカ合衆国建国の父と同様に、奴隷制を支持し続けた。しかし、例えばワシントンやトーマス・ジェファーソンとは異なり、貧者の権利を守ることと同時に奴隷制を支持することの矛盾を認めることも理解することもなかった。
この魅力有る男の中の矛盾性は、仲間達をして「変わり者」とか「謎」とか呼ばせることになった。しかし、バトラー自身の観点では、最大の自由を生み、彼が市民として位置付けた人々に対する尊敬を生むと意図したしっかりとした道筋に沿っていた。かれの政界における後期の挙動は、強い中央政府であるが私人の権利を踏みにじることはない政府を維持したいという願望によって鼓舞されていた。アレクサンダー・ハミルトンが指導する連邦党は西部人の利益を犠牲にして、その反対の政策を押しつけようとしていると判断して連邦党の政策に反対した。後に同様な理由でジェファーソンとその民主共和党と袂を分かった。バトラーは自分が常識人であるという役割を中心に据えることから離れることはなかった。その晩年に見解を次のように要約した。「我々の仕組みは実験的なものと大して変わらない。多くのことは概して人民の道徳とマナーに依存しなければならない。」このことはイギリスの世襲的貴族階級の一員であった者から出た言葉であるだけに、確かに興味有る見解であった。